# Błąd przybliżenia
Błąd przybliżenia – różnica pomiędzy dokładną wartością oraz liczbą użytą w obliczeniach numerycznych. Błąd przybliżenia pojawia się, gdy:
1. Wartości pomiarowe wykorzystane w obliczeniach są obarczone błędem.
2. Ze względów obliczeniowych dokładne wyliczenie jakiejś wartości nie jest możliwe.

Błędy pomiarowe są nie do uniknięcia dla każdej liczby wiążącej się z rzeczywistym światem, ale zastosowanie bardzo kosztowych technik metrologicznych może je zmniejszyć do wartości pomijalnych w obliczeniach.
Błędy obliczeniowe powstają na skutek niedoskonałości algorytmu obliczeniowego. Liczby rzeczywiste w komputerach przedstawia się zawsze ze skończoną precyzją (błędy zaokrągleń). W pewnych szczególnych przypadkach błędy numeryczne ulegają sumowaniu, co wprowadza znaczne niedokładności stosowanych przybliżeń.
Niektóre algorytmy obliczeniowe bardzo czułe są na błędy przybliżeń. Szczególnie jest to widoczne w układach nieliniowych (np. pogoda na Ziemi), gdzie najmniejszy błąd przybliżeń wywołuje efekt motyla. Dokładne modelowanie zjawisk tego typu jest prawie niemożliwe, nawet przy ogromnej mocy obliczeniowej.
Błąd przybliżenia charakteryzuje się przez dwie wartości:
1. Błąd bezwzględny, oznaczany grecką literą ε (epsilon), obliczany jako maksymalna niezgodność pomiędzy wartością przybliżoną i pozbawioną błędów.
2. Błąd względny, oznaczany grecką literą η (eta), obliczany jako stosunek błędu bezwzględnego do wartości zmierzonej, często wyrażony w procentach.

Przykładem jest tutaj obliczanie obwodu cylindra. Suwmiarką mierzymy średnicę:
{\displaystyle d\approx 78{,}6\ {\text{mm}}}
z błędem pomiarowym suwmiarki:
{\displaystyle \varepsilon _{d}=0{,}1\ {\text{mm}}.}
Teraz obliczamy obwód zgodnie z zależnością:
{\displaystyle O=\pi d.}
Pamiętamy, że liczba π to:
{\displaystyle \pi \approx 3{,}14}
z błędem obliczeniowym:
{\displaystyle \varepsilon _{\pi }=0{,}01,}
w efekcie dostajemy wynik:
{\displaystyle O\approx \ 78{,}6\ {\text{mm}}\cdot 3{,}14=246{,}804\ {\text{mm}}.}
W takiej sytuacji błąd przybliżenia możemy oszacować jako sumę błędu pomiarowego εm oraz błędu obliczeniowego εc:
{\displaystyle \varepsilon =\varepsilon _{m}+\varepsilon _{c}.}
Aby obliczyć błąd pomiarowy korzystamy z zależności:
{\displaystyle \varepsilon _{m}=\varepsilon _{d}\cdot {\frac {\partial O(\pi ,d)}{\partial d}}=\varepsilon _{d}\cdot \pi }
(symbol {\displaystyle \partial } oznacza pochodną cząstkową) po podstawieniu:
{\displaystyle \varepsilon _{m}=0{,}1\ {\text{mm}}\cdot 3{,}14\approx 0{,}3\ {\text{mm}}}
oraz błędu obliczeniowego εc z zależności:
{\displaystyle \varepsilon _{c}=\varepsilon _{\pi }\cdot {\frac {\partial O(\pi ,d)}{\partial \pi }}=\varepsilon _{\pi }\cdot d,}
po podstawieniu:
{\displaystyle \varepsilon _{\pi }=0{,}01\cdot 78{,}6\ {\text{mm}}\approx 0{,}8\ {\text{mm}}.}
W efekcie uzyskujemy:
{\displaystyle \varepsilon \approx 0{,}3\ {\text{mm}}+0{,}8\ {\text{mm}}\approx 2\ {\text{mm}}.}
Przy obliczaniu błędów podaje się tylko największą liczbę znaczącą z zaokrągleniem w górę i dlatego 1,1 mm zamienia się w 2 mm. W efekcie uzyskany pomiar obwodu cylindra zapisuje się razem z błędem przybliżenia jako:
{\displaystyle O=(247\pm 2)\ {\text{mm}}.}
Możemy też obliczyć błąd względny według zależności:
{\displaystyle \eta ={\frac {\varepsilon }{O}}={\frac {2}{247}}\approx 0{,}8\%.}